# توزلا سبور
توزلا سبور هو نادي كرة قدم تركي من مدينة إسطنبول يلعب حالياً في دوري الدرجة الأولى التركي تأسس النادي في 1954.